# Cry of the Kalahari
Cry of the Kalahari (Ruf der Kalahari) ist der 1984 erschienene Reisebericht des US-amerikanischen Ehepaars Delia und Mark Owens.

## Inhalt
Der Bericht beschreibt autobiographisch die Erlebnisse der beiden Wissenschaftler bei ihrer siebenjährigen Forschungsreise in die Zentralkalahari, Botswana Mitte der 1970er Jahre. Unter einfachen Bedingungen verbrachten sie die überwiegende Zeit in der Region des Deception valley im Central Kalahari Game Reserve. Einen Schwerpunkt ihrer Arbeit bildete die Erforschung der Schabracken Hyänen und anderer Prädatoren. Der „Ruf der Kalahari“ bezeichnet die Verständigungslaute der Schabrackenschakale.
Das Buch wurde ein internationaler Bestseller und erhielt 1985 mit der John-Burroughs-Medaille für das beste naturhistorische Buch des Jahres eine Auszeichnung. Die Eheleute Owens setzten ihre Arbeit unter anderem in Sambia fort, das hierzu erschienene Buch trägt den Titel „The eye of the elephant“.